# Pius X-kerk (Amsterdam)
De Pius X-kerk was een rooms-katholieke kerk vernoemd naar Paus Pius X aan de Jacob Geelstraat in Amsterdam Nieuw-West.
De kerk werd in 1959-1961 gebouwd in de wijk Slotervaart in de Bossche School-stijl naar ontwerp van architect van J.A. van der Laan (1896-1966) en was een belangrijk werk in zijn latere oeuvre.
Te midden van scholen en een patronaatshuis vormde dit een monumentaal, naoorlogs rooms-katholiek kerkcomplex in Amsterdam.
Van 1997 tot 2007 was de kerk ook in gebruik als Poolse R.K.-kerk. De Poolse parochie is daarna verhuisd naar de Pauluskerk in Osdorp.
De in 1956 opgerichte parochie hield in 2007 op te bestaan en ging op in de H. Marcusparochie in de Verrijzeniskerk in Slotervaart. Deze is in 2020 opgegaan in De Vier Evangelisten.
De Pius X-kerk werd ondanks protesten van diverse erfgoedorganisaties tegen de sloop afgebroken in juni 2008.
Tien jaar later verrees op de vrijgekomen grond een schoolgebouw.